# Foisches
Foisches ist eine französische Gemeinde mit 254 Einwohnern (Stand: 1. Januar 2022) im Département Ardennes in der Region Grand Est (bis 2015 Champagne-Ardenne). Sie gehört zum Arrondissement Charleville-Mézières, zum Kanton Givet und zum Gemeindeverband Ardenne, Rives de Meuse.

## Geographie
Die Gemeinde liegt im 2011 gegründeten Regionalen Naturpark Ardennen. Umgeben wird Foisches von den Nachbargemeinden Givet im Nordosten, Chooz im Südosten, Ham-sur-Meuse im Süden, Aubrives im Südwesten sowie Doische im Westen und Nordwesten.

## Bevölkerungsentwicklung
| Jahr                       | 1962 | 1968 | 1975 | 1982 | 1990 | 1999 | 2009 | 2019 |
| -------------------------- | ---- | ---- | ---- | ---- | ---- | ---- | ---- | ---- |
| Einwohner                  | 214  | 212  | 196  | 190  | 215  | 193  | 233  | 238  |
| Quellen: Cassini und INSEE |      |      |      |      |      |      |      |      |

## Sehenswürdigkeiten
- Kirche Saint-Martin
- Templerbauernhof, Monument historique seit 1991[1]

Das Gebäude ist um einen rechteckigen Innenhof angeordnet und wird von drei Ecktürmen flankiert. Es ist aus Stein und Ziegel gebaut. Äußere Öffnungen sind selten, mit Ausnahme der großen Türen, die für den Hof geschaffen wurden. Die Fassade des Ostflügels wurde Anfang des 17. Jahrhunderts errichtet. Andere Teile des Gebäudes wurden im 19. und 20. Jahrhundert umgebaut.
Das Bauernhaus gehörte ursprünglich der „Templier“–Familie. Entgegen allgemein verbreiteter Annahmen hat das Gebäude angesichts des Datums seiner Errichtung Anfang des 17. Jahrhunderts nichts mit dem gleichnamigen Templerorden zu tun.
Nach der Französischen Revolution wurde das Gebäude in eine Farm umgewandelt und trägt seitdem die Bezeichnung Farm der Templer. Das befestigte Gebäude wurde später als Unterkunft für die Offiziere des nahe gelegenen Fort de Charlemont genutzt.

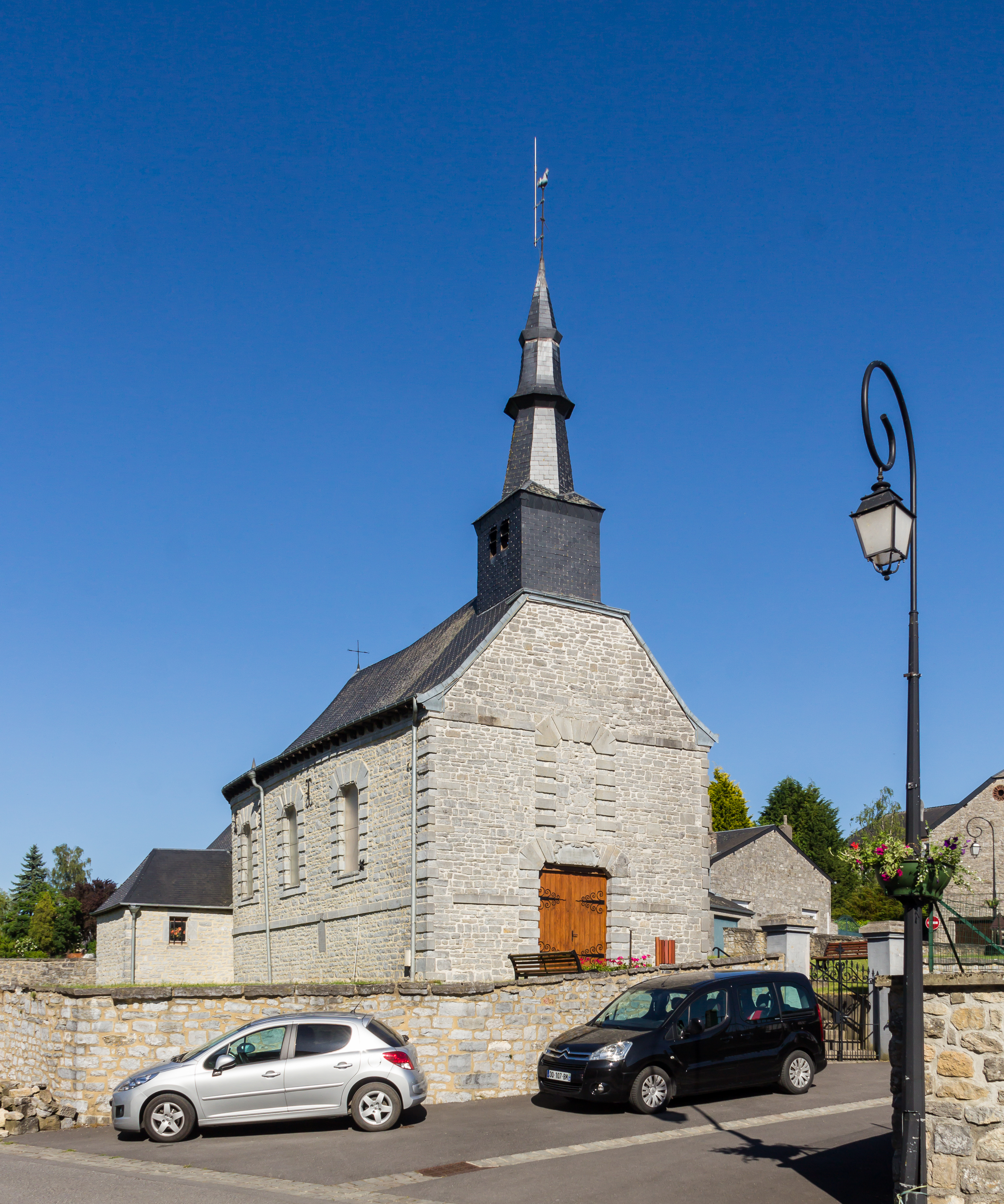
Kirche Saint-Martin
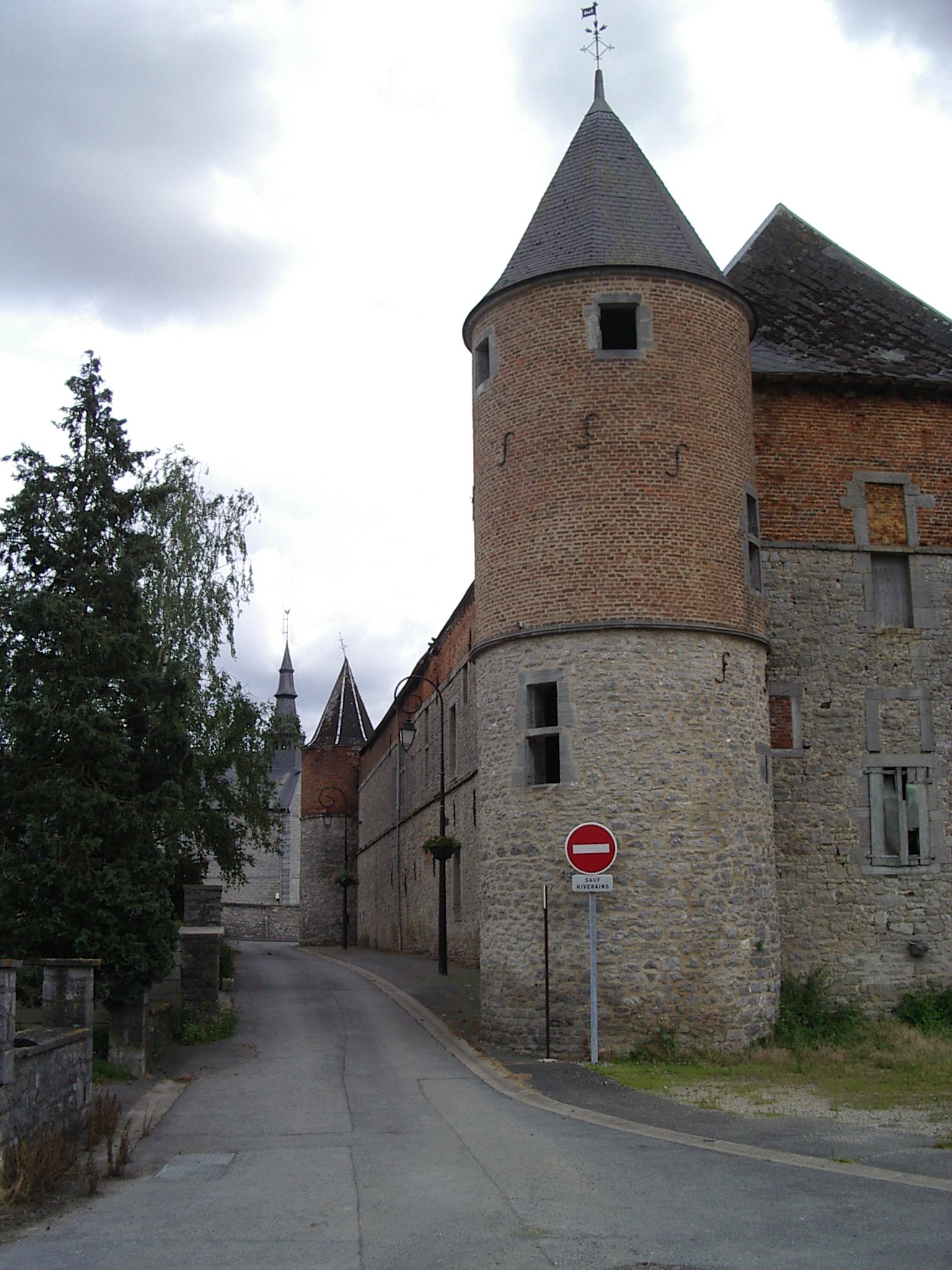
Ostflügel des Schlosshofs
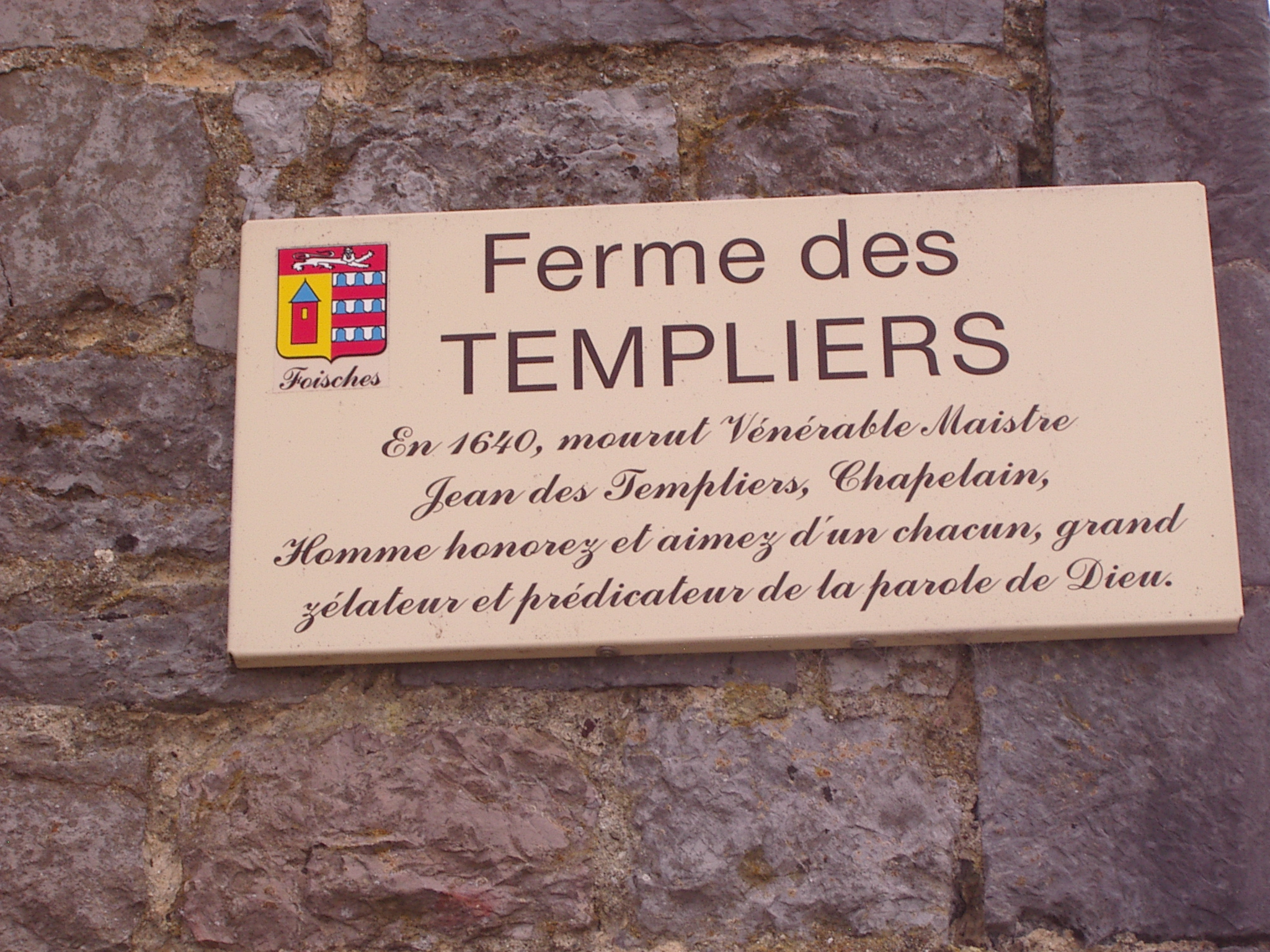
Gedenktafel an der Fassade